# Eickenrode
Eickenrode (niederdeutsch Eikenro’e) ist eine Ortschaft in der Gemeinde Edemissen im Landkreis Peine in Niedersachsen.

## Geographie
Eickenrode liegt im südlichen Randgebiet zur Lüneburger Heide.
Im Osten fließt der Fluss Erse an dem Ort vorbei und im Nordwesten befinden sich zwei große Kiesseen, von denen sich der nördlichste immer mehr dem Ort annähert.

## Geschichte
Eickenrode wurde im Jahre 1342 erstmals als Eykenrode im Lehnsregister der reichsfreien Edelherren von Meinersen erwähnt. Die Edelherren hatten schon vor 1342 das Patronat als Lehen an die Herren von Oberg gegeben. Ihr Eigen des Dorfes mit allem Nutzen und Einkünften gaben die Edelherren als Lehen an Johannes von Uetze; nach dessen Auflassung wurde das Dorf Eickenrode am 13. November 1343 von Burchard IV. von Meinersen an das Kloster Wienhausen übertragen.
Eickenrode gehörte von 1532 bis 1885 zur Gografschaft Edemissen im Amt Meinersen. Danach kam der Ort bis heute zum Landkreis Peine. 1966 bildete Eltze mit den Ortschaften Dedenhausen, Wehnsen, Plockhorst, Eickenrode und Ohof eine Samtgemeinde.
Im Zuge der Gebietsreform in Niedersachsen kam es am 1. März 1974 zur Bildung der Einheitsgemeinde Edemissen aus den Ortschaften der Samtgemeinde Edemissen und weiteren acht selbstständigen Gemeinden.
Der Name Eickenrode kommt aus dem Plattdeutschen und zwar von „Eicken rohen“, was so viel heißt wie Eichen roden, was auch die Symbolik des Wappens erklärt.
Seit die überregional bedeutende Post- und Handelsstraße Braunschweig–Celle nicht mehr über Eickenrode führt, liegt das Dorf in ansprechender Landschaft ein wenig abseits, was die Einwohner überwiegend als Vorzug ansehen.

### Einwohnerentwicklung
| Jahr               | Einwohner |
| ------------------ | --------- |
| 1821               | 163       |
| 1848               | 239       |
| 1. Dezember 1871 ¹ | 214       |
| 1. Dezember 1885 ¹ | 210       |
| 1. Dezember 1905 ¹ | 215       |
| 16. Juni 1925 ¹    | 214       |
| 16. Juni 1933 ¹    | 262       |
| 17. Mai 1939 ¹     | 225       |
| 31. Dezember 1945  | -         |
| 29. Oktober 1946 ¹ | 466 (448) |

| Jahr                 | Einwohner |
| -------------------- | --------- |
| 13. September 1950 ¹ | 478       |
| 6. Juni 1961 ¹       | 347       |
| 1. März 1964         | 341       |
| 27. Mai 1970 ¹       | 299       |

¹ Volkszählungsergebnis

## Religion
Obwohl die Größe der Ortschaft und des Kirchenbaues eher auf eine Kapellengemeinde schließen lässt, ist Eickenrode doch eine Kirchengemeinde. Schon im frühen 16. Jahrhundert hat sich die protestantische Glaubensrichtung gefestigt. Das Patronatsrecht besaßen die von Oberg aus Duttenstedt, dessen Vorwerk Tadensen nach Eickenrode eingepfarrt war. Zur Zeit der Einführung der Reformation scheint Eickenrode eine selbständige Pfarre gewesen zu sein. Später wurde es mit Duttenstedt und 1805 mit Eltze pfarramtlich verbunden, dazwischen war es von 1776 bis 1805 eine eigene Pfarre. Eine ehemals im Chorfenster eingesetzte Wappenscheibe der von Oberg enthielt die Jahreszahl 1664 und auch die Kirchenbücher beginnen zufällig mit diesem Jahr. Die alte Glocke trägt die Jahreszahl 1507.
Die evangelisch-lutherische Nikolai-Kirchengemeinde gehört heute zum Kirchenkreis Peine.

## Politik

### Ortsrat
Der Ortsrat, der die Ortsteile Eickenrode und Plockhorst gemeinsam vertritt, setzt sich aus neun Mitgliedern zusammen. Die Ratsmitglieder werden durch eine Kommunalwahl für jeweils fünf Jahre gewählt.
Bei der Kommunalwahl 2021 ergab sich folgende Sitzverteilung:
| Ortsrat 2021Insgesamt 9 Sitze - SPD: 6 - CDU: 3 |

### Ortsbürgermeisterin
Ortsbürgermeisterin ist Christine Malig (SPD), Stellvertreter Andreas Fitzner (SPD).
Ortsbeauftragter von Eickenrode ist Jens Wrede (parteilos).

### Wappen
Das Wappen zeigt in der Mitte einen Eichenbaum von dem der Ort seinen Namen erhalten hat. Die Werkzeuge, die sich vor dem Wappen kreuzen, sind eine Axt und eine Spitzhacke. Die dreizehn goldenen Blätter repräsentieren die 13 ersten Höfe des Dorfes.

## Kultur und Sehenswürdigkeiten
- Die Nikolaikirche aus der zweiten Hälfte des 17. Jahrhunderts wurde aus einfachen Bruchsteinen errichtet und enthält als ältestes Inventar eine Glocke aus dem Jahr 1507 des Glockengießermeisters Harmen Koster.
- Das Niedersächsische Bauernhaus, ein Zweiständerhaus von 1610, wurde 1997/98 aufwendig restauriert.
- Das Eickenroder Schützenfest ist ein wenig anders als üblich und findet als „Dorffehde“ alljährlich im August statt. Höhepunkt ist ein Umzug am Sonntag mit umgebauten Fahrzeugen und Verkleidungen der Dorfbewohner.[5]

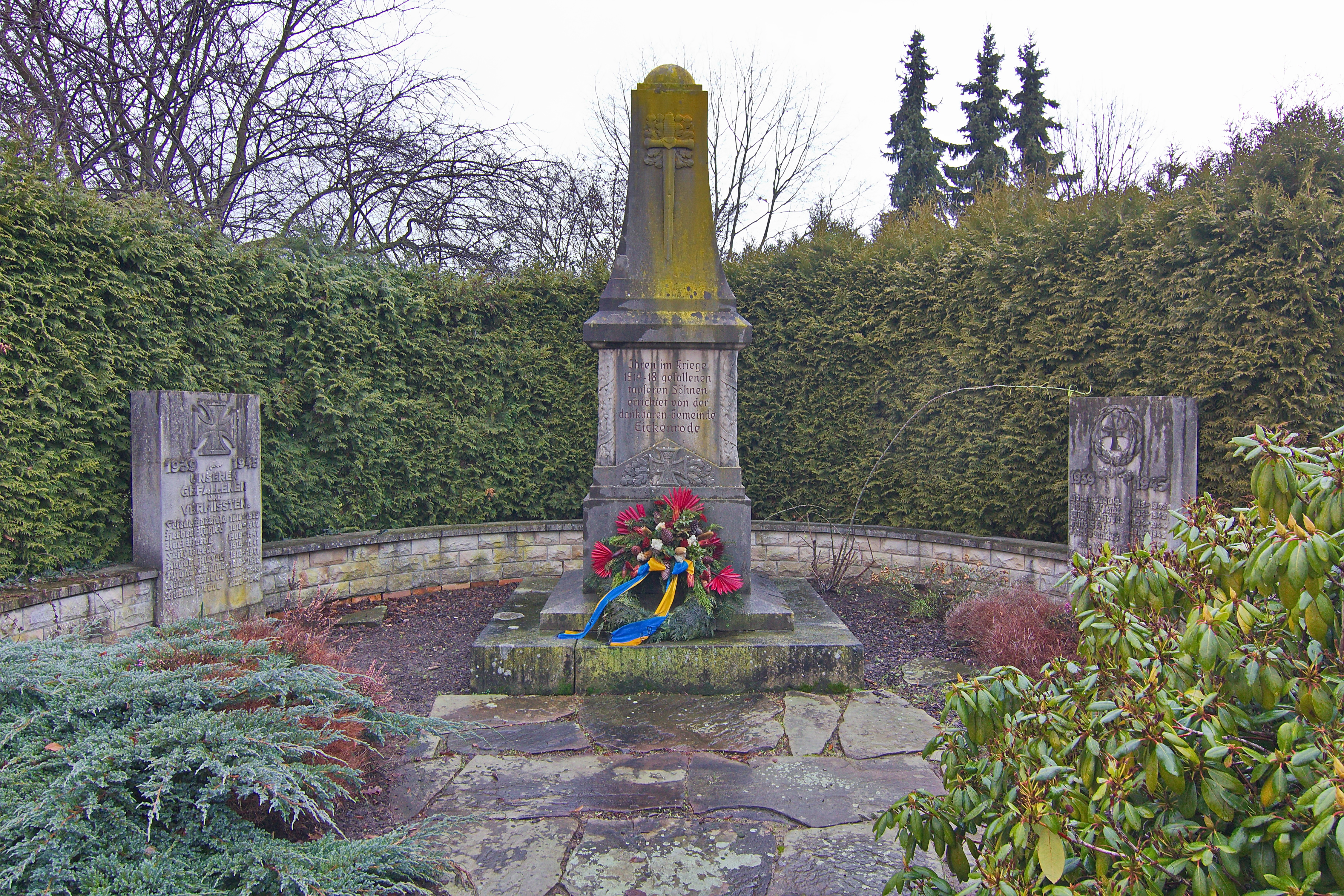
Kriegerdenkmal
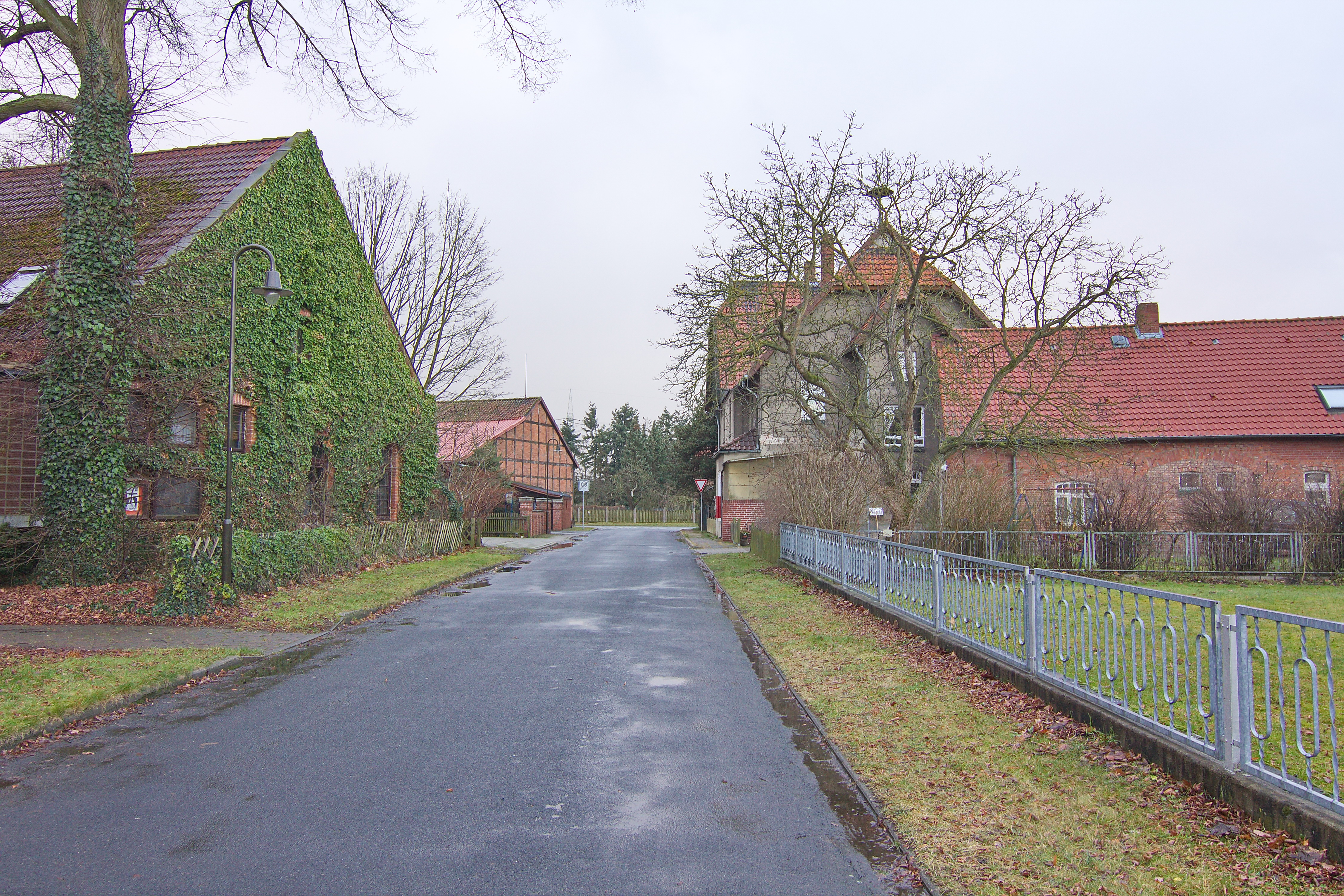
Ehemalige Schule (links)
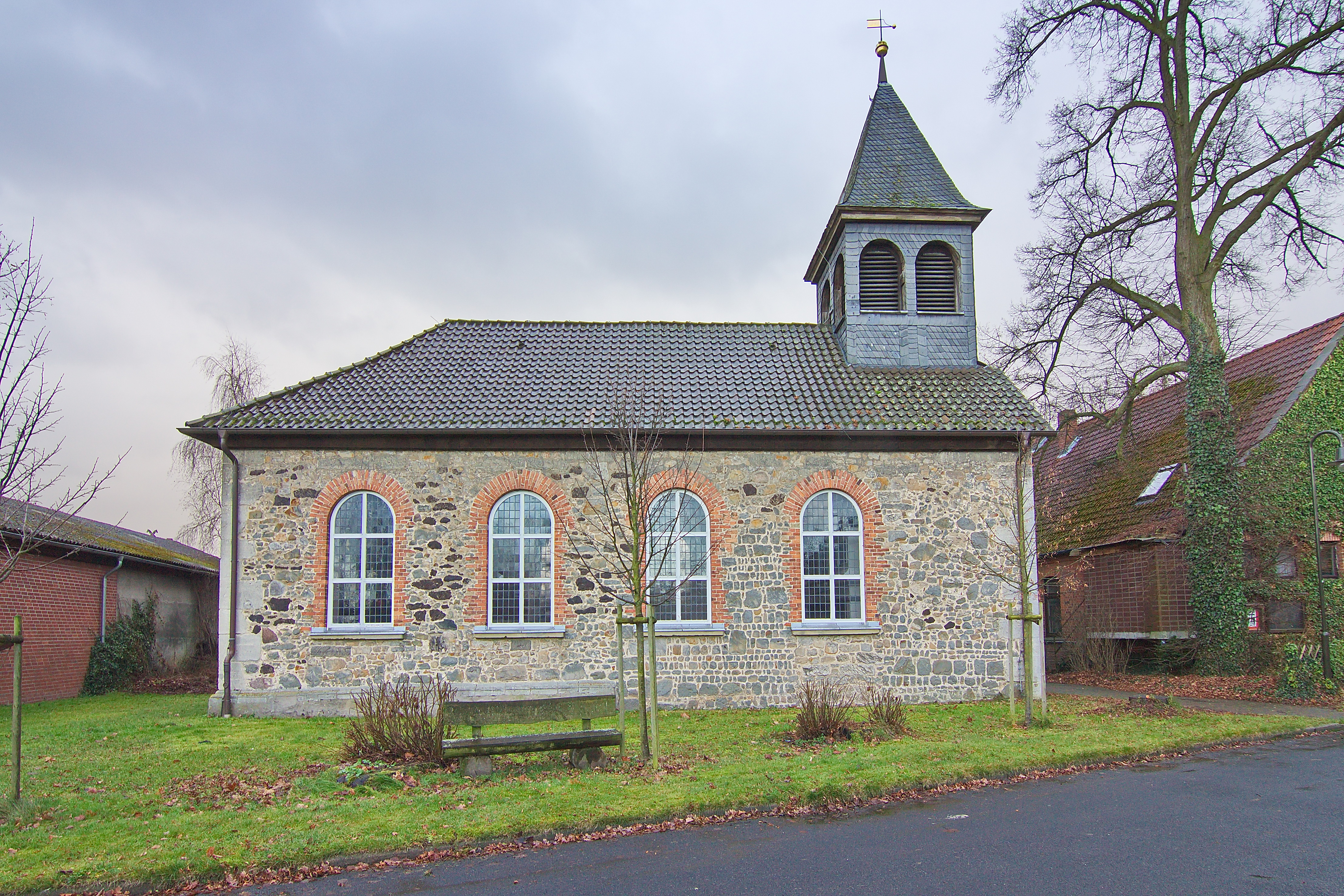
Nikolai-Kirche

## Wirtschaft und Infrastruktur

### Bildung
Die Kinder aus Eickenrode und Wehnsen besuchen die verlässliche Grundschule in Plockhorst. Im Zentralort Edemissen sind Kindergärten, Grundschule, Hauptschule und eine Realschule ansässig. In Peine sind als weiterführende Schulen Gymnasium und Berufsbildende Schule eingerichtet.

### Verkehr
Eine Buslinie führt nach Edemissen und Peine, sie gehört zum Verbundtarif Region Braunschweig.
Nächste Bahnhöfe sind Dedenhausen und Meinersen an der Bahnlinie Hannover–Wolfsburg–Berlin. Früher führte die Bahnstrecke Celle–Braunschweig am Dorf vorbei, es gab einen Haltepunkt.